# Ożarów Mazowiecki
Ożarów Mazowiecki é um município da Polônia, na voivodia da Mazóvia e no condado de Varsóvia Ocidental. Estende-se por uma área de 8,00 km², com 12 285 habitantes, segundo os censos de 2018, com uma densidade de 1535,6 hab/km².